# Víctor Martínez (culturiste)
Pour les articles homonymes, voir Victor Martinez et Martínez.
Víctor Martínez  est un culturiste dominicain, né le 29 juillet 1973 à San Francisco de Macoris.

## Biographie
Très jeune, sa famille s'est installée à Manhattan. Il est issu d'une famille de huit enfants. Lui-même a quatre enfants. Dans sa jeunesse, il a toujours été intéressé par la compétition mais il commença par le basket-ball, le baseball, et le football. Stefan Dickerson l'a persuadé de faire une carrière dans le culturisme. Il fait partie des plus gros poids lourd du culturisme. Depuis 1998 il est entrainé par Victor Munoz.
Statistiques (2017) :
- Taille : 1,75 m
- Poids en compétition : 117 kg
- Tour de taille: 86 cm
- Biceps: 58 cm
- Poitrine: 150 cm
- Cuisses: 84 cm
- Mollets: 53 cm
- Avant-bras: 47 cm

Performances à l'Olympia:
- 2004 : 9e, vainqueur Ronnie Coleman
- 2005 : 5e, vainqueur Ronnie Coleman
- 2006 : 3e, vainqueur Jay Cutler
- 2007 : 2e, vainqueur Jay Cutler
- 2008 : blessé, vainqueur Dexter Jackson
- 2009 : 6e, vainqueur Jay Cutler
- 2010 : 8e, vainqueur Jay Cutler
- 2011 : 4e, vainqueur Phil Heath

Performances à l'Arnold Classic :
- 2005 : 7e, vainqueur Dexter Jackson
- 2006 : 3e, vainqueur Dexter Jackson
- 2007 : Vainqueur
- 2008 : blessé, vainqueur Dexter Jackson
- 2009 : 2e, vainqueur Kai Greene
- 2010 : absent, vainqueur Kai Greene
- 2011 : 3e, vainqueur Branch Warren

Titres :
- 2003 : Night of Champions
- 2004 : GNC Show of Strenght
- 2007 : Arnold Classic
- 2011 : Arnold Classic Europe
- 2013 : Toronto superpro show

## Faits marquants
Victor était présent au rendez-vous annuel des culturistes français le Form'Expo 2010, à Paris.